# Jiří Záloha
Jiří Záloha (16. března 1926 Pelhřimov – 6. srpna 2009 Český Krumlov) byl český archivář – poslední archivář ve službách Schwarzenbergů, regionální historik a spisovatel Českokrumlovska. 

## Život
Po maturitě na gymnáziu v Třeboni 16. října roku 1945 nastoupil do služeb Schwarzenbergů na zámek v Českém Krumlově. V roce 1962 ukončil studium archivnictví a pomocných věd historických na filozofické fakultě Karlovy Univerzity Karlovy v Praze, které vystudoval při zaměstnání. V letech 1971–1990 zastával pozici vedoucího českokrumlovské pobočky Státního archivu Třeboň. Kromě své archivní práce se věnoval hudební vědě (uspořádal hudební archiv), dějinám sklářství a historii rodu Schwarzenbergů. Dále vykonával funkci redaktora Jihočeského sborníku historického. 
Jeho bibliografie čítá na 400 titulů knih a odborných statí. K hlavním titulům literatury faktu patří Českokrumlovsko a Kaplicko v letech 1938 – 1941 z roku 1965, Stručné dějiny Českokrumlovska z roku 1983 a encyklopedie Šumavy pod titulem Šumava od A do Z, poprvé vydaná roku 1972, podruhé v roce 1984. 